# شاه عقرب ۲: ظهور یک جنگجو
شاه عقرب ۲: ظهور یک جنگجو (به انگلیسی: The Scorpion King 2: Rise of a Warrior) فیلمی محصول سال ۲۰۰۸ و به کارگردانی راسل مالکهی است. در این فیلم بازیگرانی همچون مایکل کوپون، کارن دیوید، سایمون کوارترمن، تام وو، آندریاس ویسنیوسکی، رندی کوچار ایفای نقش کرده‌اند.
این فیلم دنباله فیلم شاه عقرب محسوب می‌شود.